# Agrinio
Agrínio är  huvudorten i kommunen Dimos Agrinio i Grekland. Den ligger i prefekturen Nomós Aitolías kai Akarnanías och regionen Västra Grekland, i den centrala delen av landet, 210 km väster om huvudstaden Aten. Agrínio ligger 66 meter över havet och antalet invånare är 46 899.
Terrängen runt Agrínio är platt åt sydväst, men åt nordost är den kuperad.Runt Agrínio är det ganska tätbefolkat, med 86 invånare per kvadratkilometer. Agrínio är det största samhället i trakten. Trakten runt Agrínio består till största delen av jordbruksmark.
I Agrinion finns bland annat en militär flygplats.